# Jasenica (Srebrenik, BiH)
Jasenica je naseljeno mjesto u sastavu općine Srebrenik, Federacija Bosne i Hercegovine, BiH.

## Stanovništvo
U povijesnim knjigama spominje se kao Jasjenica. U izvješću biskupa fra Augustina Miletića iz 1813. godine župa Soli, kojoj je pripadala Jasjenica, u Jasenici živjela su 83 katolika u 11 katoličkih kuća. Prema Šematizmu provincije Bosne Srebrene za 1856. godinu, a prema podacima iz 1855., u župi Breške naselje Jasjenica imala je 16 katoličkih obitelji sa 155 katolika, a prema Imeniku klera i župa za 1910. godinu, u Jasjenici su živjela 253 katolika.
| Jasenica           |                |                |                |
| godina popisa      | 1991.          | 1981.          | 1971.          |
| Srbi               | 1.170 (88,30%) | 1.344 (97,88%) | 1.253 (97,96%) |
| Hrvati             | 5 (0,37%)      | 3 (0,21%)      | 1 (0,07%)      |
| Muslimani          | 1 (0,07%)      | 2 (0,14%)      | 9 (0,70%)      |
| Jugoslaveni        | 28 (2,11%)     | 19 (1,38%)     | 0              |
| ostali i nepoznato | 121 (9,13%)    | 5 (0,36%)      | 16 (1,25%)     |
| ukupno             | 1.325          | 1.373          | 1.279          |